# Patrik Norinder
Patrik Robertsson Norinder, född 13 oktober 1941 i Stockholm, är en svensk lantmästare och politiker (moderat), som var riksdagsledamot 1991–2006.
Han är son till direktören Carl-Robert Norinder och Inga-Britt Håkansson samt styvbror till Ulf Norinder.